# Franz Abt
Franz Abt (ur. 22 grudnia 1819 w Eilenburgu w Saksonii, zm. 31 marca 1885 w Wiesbaden) – niemiecki kompozytor i kapelmistrz, wolnomularz.

## Życiorys
Pierwsze lekcje muzyki pobierał u swego ojca. Studiował teologię i muzykę w Lipsku. Współczesnymi mu kompozytorami byli Robert Schumann i Felix Mendelssohn-Bartholdy.
Po studiach pracował jako kapelmistrz w Bernburgu i jako dyrektor chóru w Zurychu. W połowie XIX wieku pełnił przez kilka lat funkcję kierownika koncertów abonamentowych Powszechnego Towarzystwa Muzycznego (Allgemeine Musikgesellschaft). Później przeniósł się do Brunszwiku, gdzie przez trzydzieści lat pełnił funkcję kapelmistrza.
Odbył liczne podróże koncertowe m.in. do Francji, Anglii, Rosji oraz USA.
Komponował operetki i pieśni z towarzyszeniem fortepianu.